# Xã Sheshequin, Quận Bradford, Pennsylvania
Xã Sheshequin (tiếng Anh: Sheshequin Township) là một xã thuộc quận Bradford, tiểu bang Pennsylvania, Hoa Kỳ. Năm 2010, dân số của xã này là 1.348 người.